# Kabinett Marx I
Das Kabinett Marx I war ein Kabinett der Reichsregierung in der Zeit der Weimarer Republik. Es amtierte vom 30. November 1923 bis zum 26. Mai 1924.
Beim Antritt dieser Regierung war das Reich aufgrund einer Notverordnung des Reichspräsidenten vom 8. November 1923 (Hitlerputsch) im militärischen Ausnahmezustand, der bis zum 28. Februar 1924 andauerte. In dieser Zeit war die vollziehende Gewalt dem Chef der Heeresleitung, General Hans von Seeckt, übertragen.

## Zusammensetzung
| Kabinett Marx I 30. November 1923 bis 26. Mai 1924 | Kabinett Marx I 30. November 1923 bis 26. Mai 1924 | Kabinett Marx I 30. November 1923 bis 26. Mai 1924                    | Kabinett Marx I 30. November 1923 bis 26. Mai 1924 | Kabinett Marx I 30. November 1923 bis 26. Mai 1924 |
| -------------------------------------------------- | -------------------------------------------------- | --------------------------------------------------------------------- | -------------------------------------------------- | -------------------------------------------------- |
| Reichskanzler                                      |                                                    | Wilhelm Marx                                                          |                                                    | Zentrum                                            |
| Vizekanzler                                        |                                                    | Karl Jarres                                                           |                                                    | DVP                                                |
| Inneres                                            |                                                    | Karl Jarres                                                           |                                                    | DVP                                                |
| Auswärtiges Amt                                    |                                                    | Gustav Stresemann                                                     |                                                    | DVP                                                |
| Finanzen                                           |                                                    | Hans Luther                                                           |                                                    | parteilos                                          |
| Wirtschaft                                         |                                                    | Eduard Hamm                                                           |                                                    | DDP                                                |
| Arbeit                                             |                                                    | Heinrich Brauns                                                       |                                                    | Zentrum                                            |
| Reichswehr                                         |                                                    | Otto Geßler                                                           |                                                    | DDP                                                |
| Justiz                                             |                                                    | Erich Emminger bis 16. April 1924                                     |                                                    | BVP                                                |
| Ernährung und Landwirtschaft                       |                                                    | Gerhard Graf von Kanitz                                               |                                                    | parteilos                                          |
| Wiederaufbau aufgelöst am 11. Mai 1924             | Fritz Neumayer (kein Foto)                         | Staatssekretär Gustav Müller mit der Führung der Geschäfte beauftragt |                                                    | parteilos                                          |
| Besetzte Gebiete                                   |                                                    | Anton Höfle mit der Führung der Geschäfte beauftragt                  |                                                    | Zentrum                                            |
| Post                                               |                                                    | Anton Höfle                                                           |                                                    | Zentrum                                            |
| Verkehr                                            |                                                    | Rudolf Oeser                                                          |                                                    | DDP                                                |